# Gerald Hirschfeld
Gerald Hirschfeld (* 25. April 1921 in New York City, New York; † 13. Februar 2017 in Ashland, Oregon) war ein US-amerikanischer Kameramann. In einigen seiner Filme wurde er unter dem Namen Jerry Hirschfeld gelistet.

## Leben
Gerald Hirschfeld besuchte die Columbia University und war während seines anschließenden Wehrdiensts im Zweiten Weltkrieg als Kameramann eingesetzt. In den ersten Nachkriegsjahren arbeitete er als Ausbilder am New Institute for Film in Brooklyn. 1949 drehte er mit C-Man seinen ersten Kinofilm. Die meisten Filme, die in den folgenden Jahren mit ihm als Chefkameramann für das Fernsehen und das Kino entstanden, sind wenig bemerkenswert. In den 1970er Jahren arbeitete er abseits des Hollywood-Filmbetriebs, unter anderem mit dem Regisseur Larry Peerce an einigen Produktionen mit, die höhere Ansprüche an sein fotografisches Können stellten, war aber auch für Unterhaltungsfilme wie Frankenstein Junior engagiert.
2003 wurde er mit ASC President’s Award der American Society of Cinematographers ausgezeichnet.
Hirschfeld war verheiratet und Vater dreier Kinder.

## Filmografie (Auswahl)
- 1950: Hotel der Verlorenen (Guilty Bystander)
- 1950: With These Hands
- 1963: Angriffsziel Moskau (Fail-Safe)
- 1967: Incident (The Incident)
- 1968: Zum Teufel mit der Unschuld (Goodbye, Columbus)
- 1969: Petting (Last Summer)
- 1969: Wenn es Nacht wird in Manhattan (Cotton comes to Harlem)
- 1970: Doc
- 1970: Tagebuch eines Ehebruchs (Diary of a Mad Housewife)
- 1971: Tanja Baskin – Anruf genügt (T. R. Baskin)
- 1972: Zwei Menschen unterwegs (Two People)
- 1973: Sommerwünsche – Winterträume (Summer Wishes, Winter Dreams)
- 1974: Frankenstein Junior (Young Frankenstein)
- 1974: Wahnsinn – Der Tod hat nur einen Buchstaben (W - Terror is a one Letter Word)
- 1975: New York antwortet nicht mehr (The Ultimate Warrior)
- 1976: Zwei Minuten Warnung (Two-Minute Warning)
- 1976: Der Teufel auf Rädern (The Car)
- 1976: Geheimnis der Libelle (One Summer Love)
- 1979: 1998 – Die Vier-Milliarden-Dollar-Show (Americathon 1998)
- 1981: Die verrückten Nachbarn (Neighbors)
- 1982: Ein Draufgänger in New York (My Favorite Year)
- 1983: Sein oder Nichtsein (To Be or Not to Be)
- 1986: Männer für jeden Job (Head Office)
- 1987: Malone